# جميلة حافظ
جميلة حافظ هي أول امرأة مصرية تؤسس مجلة نسائية، فأصدرت مجلة «الريحانة» عام 1907، وصدرت بشكل شهري في مدينة حلوان، ثم تحولت لجريدة عام 1908.
هي امرأة مصرية خالصة ليس لها أصل تركى أوشاكى، ولدت وعاشت في ضاحية حلوان القريبة من القاهرة، ونالت حظا لا بأس به من التعليم، جعلها تتابع الحركات الفكرية والصحفية في الصحف والمجلات، وتقرأ وتكتب، وتشارك بالكتابة في العديد من الصحف.
وكان لتطور الحركة النسائية أثر على جميلة حافظ، التي كانت عنصرا فاعلا في هذه الحركة، ففكرت في إصدار مجلة نسائية تتولى هي رئاسة تحريرها وتحررها المصريات، وهي  التي صدرت عام 1907 إلى 1908.
وكانت جميلة حافظ على قدر كبير من الشجاعة وهي تخوض هذا الميدان، فقد كانت تعلم أن غالبية النساء أميِّات، وإن إصدار صحيفة أو مجلة لهن مغامرة كبرى غير مأمونة العواقب، ولكن إيمانها بضرورة نشر الوعى بين النساء والأخذ بأيديهن، جعلها تقبل ذلك.
وبالفعل صدر العدد الأول من مجلة “الريحانة” في 27 فبراير 1907، وكانت مجلة روائية، أدبية، شهرية، مديرها عبد الحميد حمدى، وقد توقفت المجلة لأسباب مالية، ثم تحولت إلى جريدة نصفية في 20 مارس عام 1908.
وقد وضعت جميلة حافظ سياسة لصحيفتها قائمة على أن مصر للمصريين “كشعار غيرنا من الوطنيين المخلصين الصادقين” ، كما طالبت المصريين بأن يتمسكوا باستقلال البلاد، وألا يتوانوا عن المطالبة به بالصراحة والمجاهرة وأن يعلموا بقول المتنبى:
“وإذا لم يكن من الموت بد فمن العجز أن تكون جبانا”